# Automeris averna
Espèce
Automeris averna est une espèce de papillon de la famille des Saturniidae.